# Ketupa
Ketupa là một chi chim trong họ Strigidae.